# Moisissure
Taxons concernés
Pour la plupart, dans les divisions :
- Mucoromycotina
- Pezizomycotinamodifier

Les moisissures sont des organismes microscopiques relevant de deux règnes différents : Fungi et Chromista. Unicellulaires ou pluricellulaires, elles ont en commun d'intervenir dans la fermentation et la décomposition des matières organiques.
Les moisissures peuvent donc appartenir à des taxons très divers et ne constituent pas un ensemble monophylétique. La définition triviale présentant une moisissure comme un « champignon microscopique, de couleur verdâtre ou blanchâtre, qui se développe, à la faveur de l'humidité » est donc réductrice et dépassée par le progrès des systèmes de classification du vivant.

## Caractéristiques communes

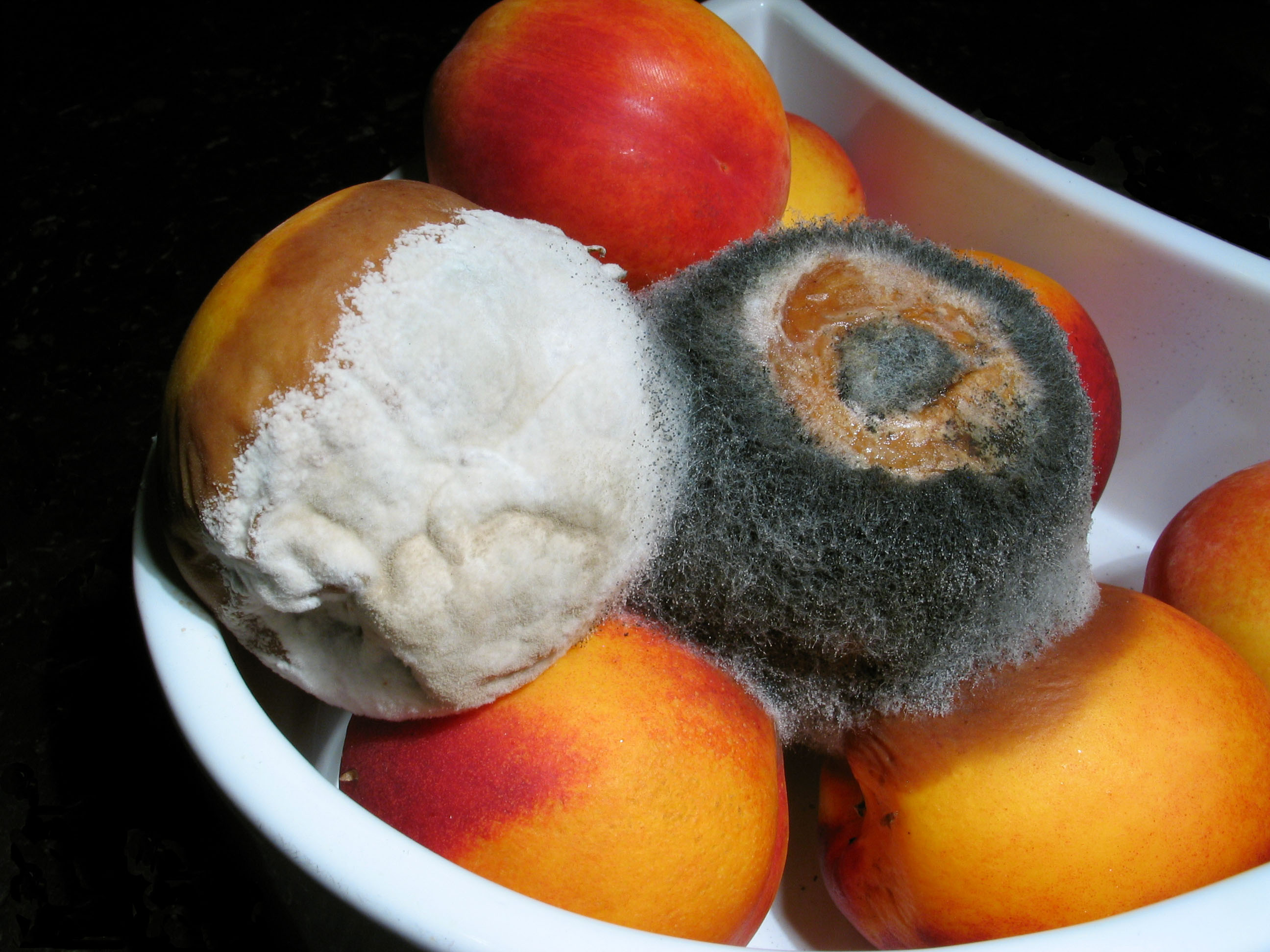
Nectarines colonisées par une moisissure.

Les moisissures sont avant tout connues pour leur effet d’altération des aliments, par exemple du pain et des fruits. Dans la chaîne alimentaire, les moisissures sont des décomposeurs naturels. La prolifération des moisissures dépend des conditions suivantes :
- la présence de spores de moisissures (qui sont toujours présentes à l’intérieur d'un bâtiment et à l’extérieur) ;
- une température appropriée, variant entre 2 et 40 °C (voire plus) ;
- une source d’alimentation, c’est-à-dire tout ce qui est organique : fruits et légumes, autres aliments, livres, tapis, vêtements, bois, plâtre[3], enduit de colle organique, etc. ;
- une source d’humidité.

## Principaux genres
- Acremonium
- Aspergillus
- Alternaria
- Botrytis
- Cladosporium
- Colletotrichum
- Epicoccum
- Fusarium
- Helminthosporium
- Mucor
- Penicillium
- Rhizopus
- Septoria
- Stachybotrys
- Trichoderma
- Ustilago
- Verticillium

## Moisissure, hygiène et santé

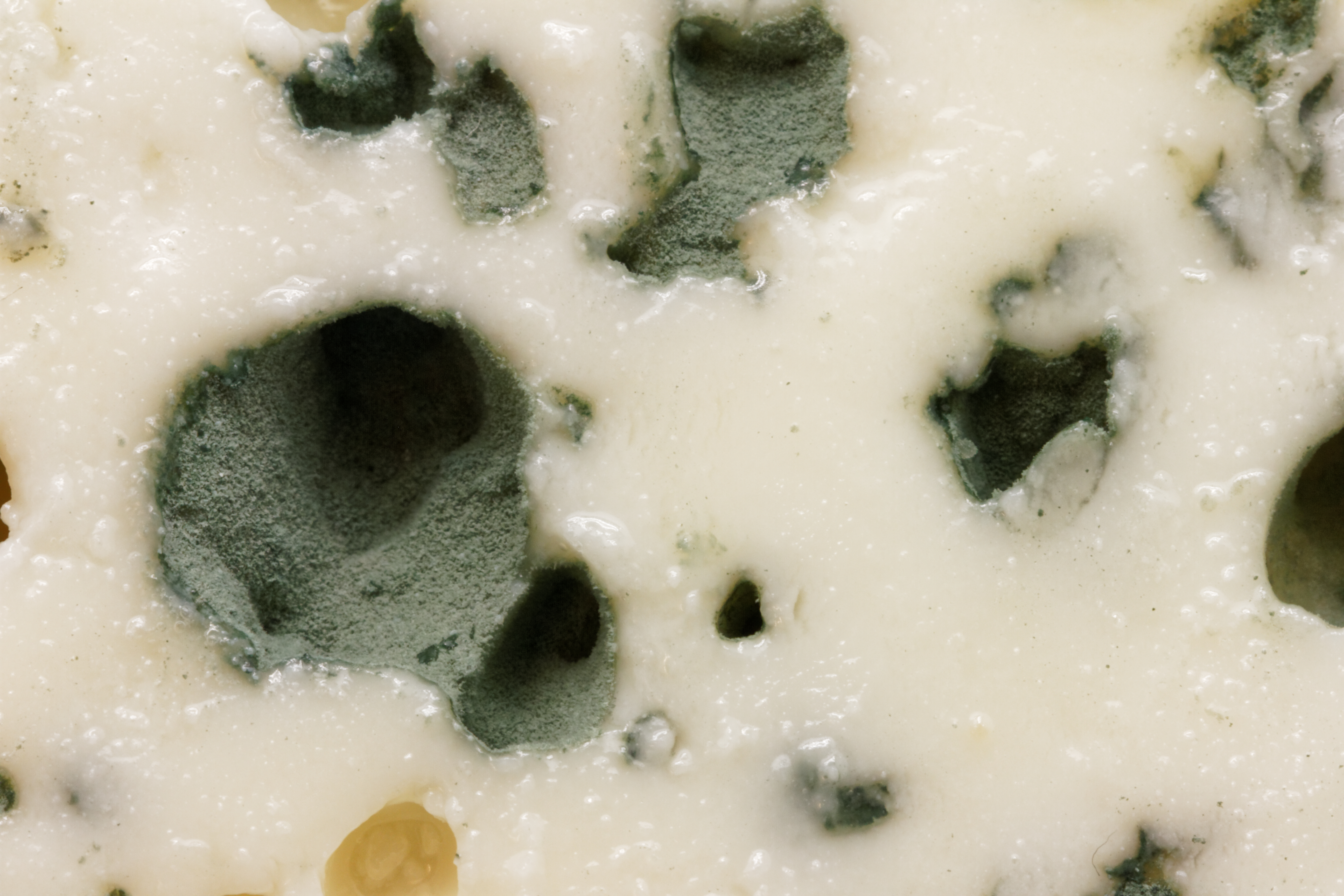
Penicillium roqueforti sur un fromage à maturité

La « toxicité » de certaines moisissures dépend de l'espèce, mais aussi du milieu dans lequel elles se développent, et de la façon dont ce milieu, transformé ou non, peut les éliminer ou réduire les toxines produites. Ainsi, les espèces de Penicillium servant à la panification ou à la fabrication de fromages bleus peuvent devenir toxiques si les aliments préparés à partir de ces souches sont fabriqués dans certaines conditions de dosage ou quand certains composants entrent dans leur fabrication. Penicillium peut également dégager des spores qui, en phase de développement, peuvent s'avérer dangereuses si le matériel pour les confiner n'est pas adapté.
L'espèce fongique la plus toxique est Stachybotrys chartarum.
Les moisissures se développent essentiellement dans les environnements chauds, humides et mal aérés, faisant ainsi partie des agents impliqués dans le syndrome du bâtiment malsain (de même la condensation dans une pièce favorise son développement), d'où la nécessité d'aérer aussi régulièrement que possible toutes les pièces et surtout celles qui sont humides ; on peut également chauffer parfois les pièces sans les surchauffer.

### Utilité

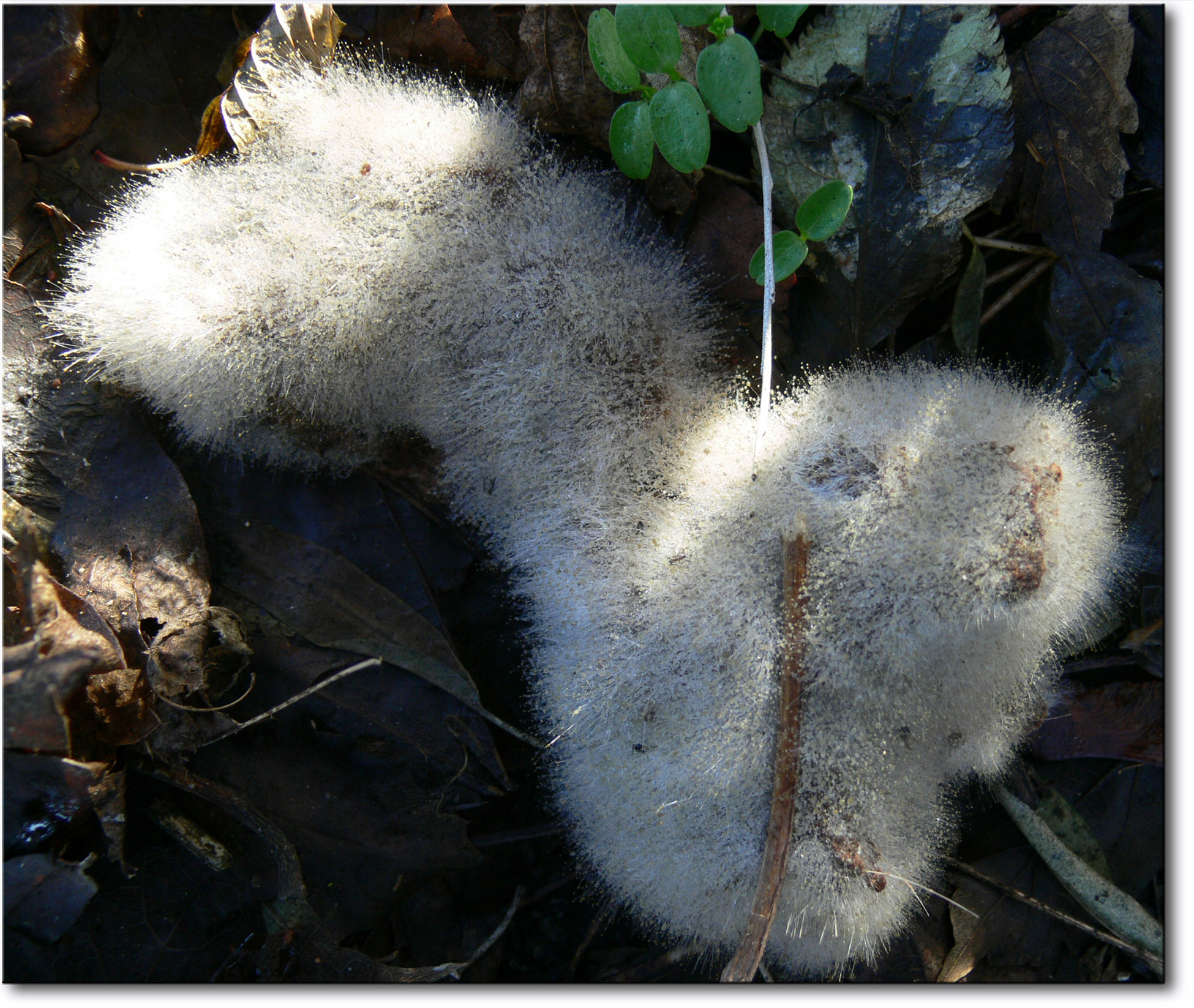
Moisissure ayant colonisé en quelques heures un excrément de chien, et participant à sa décomposition, en l'absence d'insectes coprophages.

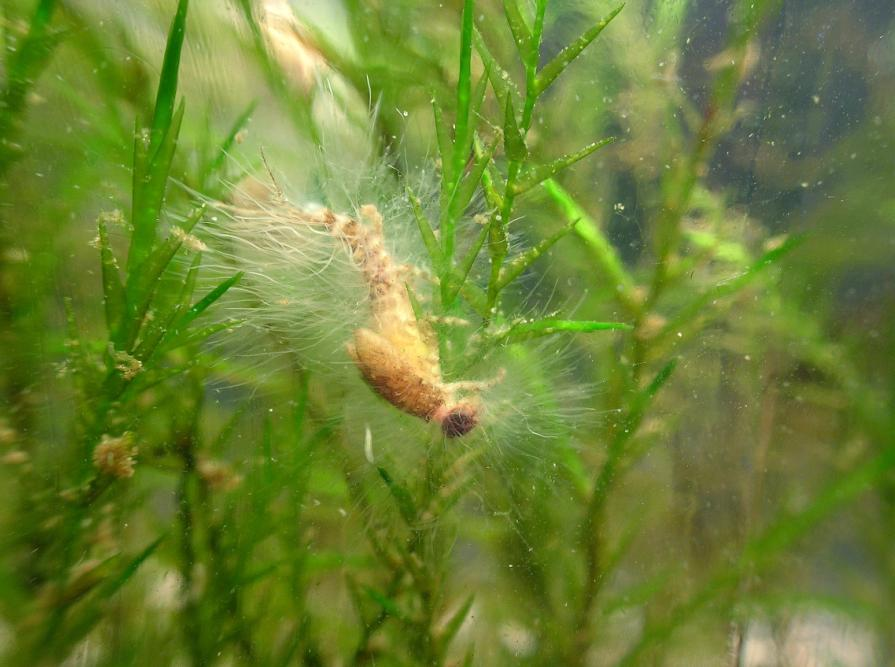
Quelques rares moisissures peuvent être actives sous l'eau. Ici des oomycètes, qui ne sont pas des champignons, mais des chromistes, plus proches des végétaux.

Les moisissures sont à l’origine de la découverte de la pénicilline, le premier antibiotique réellement efficace. Il est produit naturellement par les moisissures du genre Penicillium, dont certaines sont visibles à l’œil nu et restent comestibles à un stade avancé sur certains fromages, comme le roquefort (Penicillium roqueforti) ou le camembert (Penicillium camemberti).
D'autres, alors plutôt appelées levures (pour le genre Saccharomyces) sont essentielles à la production de certains aliments, notamment les ferments (bien que certains ne soient pas des champignons mais des bactéries) pour la fabrication des fromages, pour la vinification, ou pour la panification. Elles sont alors sans danger pour la santé et permettent même parfois d’éviter des contaminations par d’autres organismes pathogènes, qui pourraient se développer rapidement dans ces aliments et nuire à leur conservation ; elles peuvent servir également à protéger ou assister la flore intestinale active lors de la digestion comme les probiotiques.

### Dangers
Les moisissures peuvent être sources de pollution et de contamination de l'air intérieur (pollution intérieure) et d'aliments. Deux facteurs sont en cause :
- les composés organiques volatils (COV) qu'elles produisent lors de leur développement et qui sont notamment responsables de l'odeur de moisi ;
- les spores, parfois allergènes et alors responsables d'irritations des muqueuses, d'urticaire, d'asthme voire d'un choc anaphylactique avec Œdème de Quincke[7].

#### Interactions avec le système immunitaire
Une infection pulmonaire (aspergillose invasive) peut affecter les personnes aux défenses immunitaires diminuées (et/ou auxquelles on a prescrit un puissant antibiotique). Certaines activités exposent les professionnels (agriculture, fromagerie) à des pneumopathies d'hypersensibilité, lorsqu'une quantité massive de spores est inhalée (manipulation de foin mal séché et moisi, par exemple).

#### Mycotoxines
Certaines moisissures, qui sécrètent des mycotoxines, sont responsables d'intoxications alimentaires, mais pas seulement. La patuline peut aussi par exemple causer chez l'homme des lésions congestives au niveau des poumons, des reins et de la rate et éventuellement une dégénérescence des neurones du cortex cérébral, d'où peuvent résulter divers symptômes nerveux, dont une paralysie.
Les toxines produites par les moisissures sont plus résistantes que ces dernières et sont souvent toxicologiquement actives même à faible dose ; elles résistent par exemple à la pasteurisation et sont souvent indétectables au goût et à l'aspect dans les aliments consommés. Comprendre leur métabolisme et le maîtriser par des techniques précises de préparation et des mesures d'hygiène dans les laboratoires de préparation puis dans la conservation des aliments, permet de limiter très fortement voire d’éviter la production des toxines par les moisissures, et donc la contamination des aliments produits par ces sous-produits dangereux.

## Air intérieur
Bien que certaines moisissures et/ou leurs spores soient adaptées à l'air sec, la plupart se développent de manière optimale dans un air humide et mal renouvelé. Certaines peuvent être nuisibles pour les êtres vivants.

### En France
Selon l’expertise menée par l’Agence nationale de sécurité sanitaire de l'alimentation, de l'environnement et du travail (Anses), l’exposition aux moisissures à l’intérieur des bâtiments concerne en France entre 14 et 22 % de logements qui présentent des moisissures visibles.
Les effets sur la santé respiratoire liés à l’exposition aux moisissures incluent d’une part, l’asthme (développement et exacerbation) chez les enfants et les adultes exposés sur leur lieu de travail et d’autre part, la rhinite allergique.